# Харьковская АТЭЦ

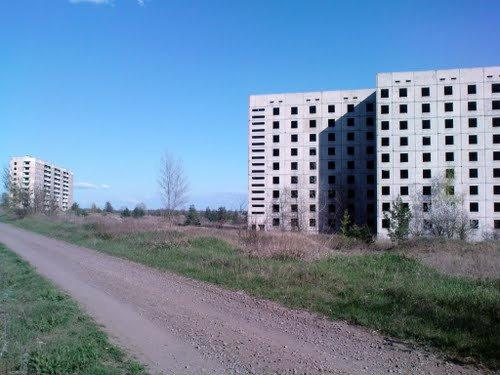
Недостроенные объекты инфраструктуры Харьковской АТЭЦ

Харьковская АТЭЦ — отменённый проект атомной теплоэлектроцентрали, которая должна была располагаться рядом с посёлком Борки Водолажского района Харьковской области в УССР.
Два планировавшихся энергоблока с реакторами ВВЭР-1000 должны были вырабатывать электроэнергию, а также снабжать теплом Харьков, что предусматривалось генеральным планом развития Харькова от 1986 года.
Ввод в работу нескольких мощных АТЭЦ в европейской части СССР, в число которых входила и Харьковская АТЭЦ, планировался для замещения дорогостоящей доставки угля из Сибири для традиционных ТЭЦ. Однако эти планы столкнулись со множеством трудностей, в первую очередь с нехваткой материальных ресурсов и слабой организацией работ. Ситуацию попытался переломить ЦК ВЛКСМ, пытавшийся развернуть стройку Харьковской АТЭЦ и принявший в 1986 году решение об объявлении её ударной комсомольской, направлении на неё «молодёжи по общественному призыву», кроме того Совет министров Украинской ССР постановил направить 200 жителей Харьковской области на строительство.
В составлении проекта станции принимали участие сотрудники Львовского, Киевского, Ереванского, Свердловского и Горьковского филиалов «Атомэлектропроекта», генеральным проектировщиком было Харьковское отделение института «Энергопроект». АТЭЦ предполагалось оборудовать двумя реакторами ВВЭР-1000/320, турбинами Т-1070-60 и генератором ТВВ-1000-4УЗ. Проектом предусматривалась возможность дальнейшего расширения станции до 4-х энергоблоков. Возведение основных сооружений Харьковской АТЭЦ планировалось начать в 1988 году, до этого момента велись лишь подготовительные работы. После 1986 Чернобыльской катастрофы и введения моратория на строительство новых атомных электростанций на территории Украинской ССР станцию постигла участь многих АЭС бывшего СССР: проект был отменён, а стройплощадка заброшена.

## Информация об энергоблоках
| Энергоблок | Тип реакторов | Мощность | Мощность | Начало строительства                       | Подключение к сети                         | Ввод в эксплуатацию                        | Закрытие                                   |
| Энергоблок | Тип реакторов | Чистый   | Брутто   | Начало строительства                       | Подключение к сети                         | Ввод в эксплуатацию                        | Закрытие                                   |
| ---------- | ------------- | -------- | -------- | ------------------------------------------ | ------------------------------------------ | ------------------------------------------ | ------------------------------------------ |
| Харьков-1  | ВВЭР-1000     | 900 МВт  | 940 МВт  | Подготовка к сооружению остановлена в 1990 | Подготовка к сооружению остановлена в 1990 | Подготовка к сооружению остановлена в 1990 | Подготовка к сооружению остановлена в 1990 |
| Харьков-2  | ВВЭР-1000     | 900 МВт  | 940 МВт  | Подготовка к сооружению остановлена в 1990 | Подготовка к сооружению остановлена в 1990 | Подготовка к сооружению остановлена в 1990 | Подготовка к сооружению остановлена в 1990 |
| Харьков-3  | ВВЭР-1000     | 900 МВт  | 940 МВт  | Строительство не начиналось                | Строительство не начиналось                | Строительство не начиналось                | Строительство не начиналось                |
| Харьков-4  | ВВЭР-1000     | 900 МВт  | 940 МВт  | Строительство не начиналось                | Строительство не начиналось                | Строительство не начиналось                | Строительство не начиналось                |